# Machadobelba ceylonica
Machadobelba ceylonica är en kvalsterart som beskrevs av Balogh 1970. Machadobelba ceylonica ingår i släktet Machadobelba och familjen Machadobelbidae. Inga underarter finns listade i Catalogue of Life.